# ロックミュージシャンの一覧
ロックミュージシャンの一覧（ロックミュージシャンのいちらん）

## ロックンロール、ロカビリー、スキッフル (1954年 - 1962年)
- Big Bopper ビッグ・ボッパー
- Bill Haley & His Comets ビル・ヘイリーとコメッツ
- Bo Diddley ボ・ディドリー
- Brenda Lee ブレンダ・リー
- Buddy Holly バディ・ホリー
- Carl Perkins カール・パーキンス
- Charlie Ritch チャーリー・リッチ
- Chubby Checker チャビー・チェッカー
- Chuck Berry チャック・ベリー
- Conway Twitty コンウェイ・トウィッティ
- Danny & The Juniors ダニー・アンド・ザ・ジュニアーズ
- Dick Dale ディック・デイル
- Dion & the Belmonts ディオン&ベルモンツ
- Eddie Cochran エディ・コクラン
- Elvis Presley エルヴィス・プレスリー
- Fats Domino ファッツ・ドミノ
- Frankie Ford フランキー・フォード
- Fredie Cannon フレディ・キャノン
- Gene Vincent ジーン・ヴィンセント
- Jack Scott ジャック・スコット
- Jerry Lee Lewis ジェリー・リー・ルイス
- Johnny & The Hariccanes ジョニー・アンド・ザ・ハリケーンズ
- Johnny Cash ジョニー・キャッシュ
- Joey Dee & The Starliters ジョーイ・ディー・アンド・ザ・スターライターズ
- Little Richard リトル・リチャード
- Lonnie Donegan ロニー・ドネガン
- Ricky Nelson リッキー・ネルソン
- Richie Varens リッチー・ヴァレンス
- Roy Orbison ロイ・オービソン
- Sonny Burgess ソニー・バージェス

## ビートグループ、サイケ（カウンター・カルチャー、ヒッピー、フラワー）、ブルース、フォーク(1963年 - 1969年)
- Al Cooper アル・クーパー
- Amen Corner エーメン・コーナー
- The Animals アニマルズ
- The Beatles ビートルズ
- The Beach Boys ザ・ビーチ・ボーイズ
- Blood, Sweat & Tears ブラッド・スウェット・アンド・ティアーズ
- Bob Dylan ボブ・ディラン
- Buffalo Springfield バッファロー・スプリングフィールド
- The Butterfield Blues Band バターフィールド・ブルース・バンド
- The Byrds バーズ
- Captain Beefheart キャプテン・ビーフハート
- Country Joe Macdonald カントリー・ジョー・マクドナルド
- Cream クリーム
- The Dave Clark Five デイヴ・クラーク・ファイヴ
- The Doors ドアーズ
- Frank Zappa & The Mothers Of Invention フランク・ザッパ・アンド・マザーズ
- The Grateful Dead グレイトフル・デッド
- Herman's Hermits ハーマンズ・ハーミッツ
- Janis Joplin ジャニス・ジョプリン
- Jefferson Airplane ジェファーソン・エアプレイン
- Jimi Hendrix ジミ・ヘンドリックス
- Joan Baez ジョーン・バエズ
- The Kinks キンクス
- Mamas&Papas ママス&パパス
- Marianne Faithfull マリアンヌ・フェイスフル
- Moby Grape モビー・グレープ
- The Moody Blues ムーディー・ブルース
- Peter & Gordon ピーター・アンド・ゴードン
- The Rolling Stones ローリング・ストーンズ
- Searchers サーチャーズ
- The Small Faces スモール・フェイセス
- Soft Machine ソフト・マシーン
- Traffic トラフィック
- The Turtles タートルズ
- Van Morrison & Them ヴァン・モリソン・アンド・ゼム
- Vanilla Fudge ヴァニラ・ファッジ
- The Velvet Underground ヴェルヴェット・アンダーグラウンド
- The Who ザ・フー
- The Yardbirds ヤードバーズ
- The Zombies ゾンビーズ

## ブルーズ・ロック、グラム・ロック、ハード・ロック、プログレ (1969年 - 1974年)
- 10cc 10cc
- Aerosmith エアロスミス
- Alice Cooper アリス・クーパー
- Al Kooper アル・クーパー
- The Allman Brothers Band オールマン・ブラザーズ・バンド
- Ace エイス
- Atomic Rooster アトミック・ルースター
- Bad Company バッド・カンパニー
- Badfinger バッドフィンガー
- The Band ザ・バンド
- Beck, Bogert & Appice ベック・ボガート & アピス
- Barclay James Harvest バークレイ・ジェイムス・ハーヴェスト
- Black Sabbath ブラック・サバス
- Blind Faith ブラインド・フェイス
- Blue Cheer ブルー・チアー
- Blue Öyster Cult　ブルー・オイスター・カルト
- Bobby bloom  ボビー・ブルーム
- Boz Scaggs ボズ・スキャッグス
- Bread ブレッド
- Cactus カクタス
- Canned Heat キャンド・ヒート
- Captain Beyond キャプテン・ビヨンド
- Carly Simon カーリー・サイモン
- Carole King キャロル・キング
- Cat Stevens キャット・スティーヴンス
- Chase チェイス
- Chicago シカゴ
- Creedence Clearwater Revival クリーデンス・クリアウォーター・リバイバル
- Crosby, Stills And Nash クロスビー、スティルス&ナッシュ
- Crosby, Stills, Nash & Young クロスビー、スティルス、ナッシュ&ヤング
- Curved Air カーヴド・エア
- David Bowie デヴィッド・ボウイ
- Dawn ドーン
- Deep Purple ディープ・パープル
- Delaney & Bonnie デラニー&ボニー
- Derek And The Dominos デレク・アンド・ザ・ドミノス
- Don McLean ドン・マクリーン
- The Doobie Brothers ドゥービー・ブラザーズ
- Dusty Springfield ダスティ・スプリングフィールド
- The Eagles イーグルス
- Edgar Winter エドガー・ウィンター
- The Electric Light Orchestra エレクトリック・ライト・オーケストラ
- Eric Clapton エリック・クラプトン
- Elton John エルトン・ジョン
- Emerson, Lake & Palmer エマーソン・レイク・アンド・パーマー
- Faces フェイセズ
- Fleetwood Mac フリートウッド・マック
- Focus フォーカス
- Free フリー
- Genesis ジェネシス
- Gram Parsons グラム・パーソンズ
- Grand Funk Railroad グランド・ファンク・レイルロード
- The Guess Who ゲス・フー
- Hawkwind ホークウインド
- Humble Pie ハンブル・パイ
- Iggy Pop & The Stooges イギー・ポップ・アンド・ザ・ストゥージズ
- Iron Butterfly アイアン・バタフライ
- Jackson Browne ジャクソン・ブラウン
- James Taylor ジェイムス・テイラー
- Jeff Beck Group ジェフ・ベック・グループ
- Jefferson Starship ジェファーソン・スターシップ
- Jethro Tull ジェスロ・タル
- J.Geils Band J・ガイルズ・バンド
- John Lennon ジョン・レノン
- Johnny Winter ジョニー・ウィンター
- Joni Mitchell ジョニ・ミッチェル
- Kansas カンサス
- King Crimson キング・クリムゾン
- Led Zeppelin レッド・ツェッペリン
- The Left Banke レフト・バンク
- Leon Russell レオン・ラッセル
- Little Feat リトル・フィート
- Loggins & Messina ロギンス・アンド・メッシーナ
- Lou Reed ルー・リード
- Lynyrd Skynyrd レーナード・スキナード
- MC5 MC5
- Mike Oldfield マイク・オールドフィールド
- Mountain マウンテン
- Mott The Hoople モット・ザ・フープル
- The Move ムーブ
- The Nazz ナッズ
- Neil Young ニール・ヤング
- The Nice ナイス
- Pink Floyd ピンク・フロイド
- Pilot パイロット
- P.J. Proby P.J.プロビー
- Poco ポコ
- Procol Harum プロコル・ハルム
- The Raspberries ラズベリーズ
- The Residents ザ・レジデンツ
- Rod Stewart ロッド・スチュワート
- Roxy Music ロキシー・ミュージック
- Roy Harper ロイ・ハーパー
- The Ranaways ランナウェイズ
- Santana サンタナ
- Slade スレイド
- Sly & The Family Stone スライ・アンド・ザ・ファミリー・ストーン
- Steely Dan スティーリー・ダン
- Steppenwolf ステッペンウルフ
- Suzi Quatro スージー・クアトロ
- Sweet スウィート
- Ten Years After テン・イヤーズ・アフター
- Terry Reid テリー・リード
- Todd Rundgren トッド・ラングレン
- T.Rex T・レックス
- Uriah Heep ユーライア・ヒープ
- Utopia ユートピア
- Warhorse ウォーホース
- War ウォー
- Wings ウイングス
- Wishbone Ash ウィッシュボーン・アッシュ
- Yes イエス
- ZZ Top ZZトップ

## パンク、ニュー・ウェイブ、ヘヴィ・メタル、産業ロック(1975年 - 1985年)
- 10,000 Maniacs 10,000マニアックス
- ABC ABC
- AC/DC AC/DC
- Adam & The Ants アダム・アンド・ジ・アンツ
- Altered Images オルタード・イメージ
- American Music Club アメリカン・ミュージック・クラブ
- Angelic Upstarts アンジェリック・アップスターツ
- Asia エイジア
- Associates アソシエイツ
- The Au Pairs オー・ペアーズ
- Aztec Camera アズテック・カメラ
- The B-52's B-52's
- Bad Religion バッド・レリジョン
- Bangles バングルス
- Bauhaus バウハウス
- Billy Idol ビリー・アイドル
- Berlin ベルリン
- Big Country ビッグ・カントリー
- Big Black ビッグ・ブラック
- Billy Vera ビリー・ヴェラ
- The Birthday Party バースデイ・パーティ
- Black Flag ブラック・フラッグ
- Blondie ブロンディ
- Bob Geldof ボブ・ゲルドフ
- Bon Jovi ボン・ジョヴィ
- The Boomtown Rats ブームタウン・ラッツ
- Boston ボストン
- Bow Wow Wow バウ・ワウ・ワウ
- Bronski Beat ブロンスキ・ビート
- Bryan Adams ブライアン・アダムス
- Bruce Springsteen & The E-Street Band ブルース・スプリングスティーン
- The Buggles バグルス
- Buzzcocks バズコックス
- Cabaret Voltaire キャバレー・ヴォルテール
- The Cars カーズ
- The Chameleons カメレオンズ
- Cheap Trick チープ・トリック
- Cinderella シンデレラ
- The Clash ザ・クラッシュ
- Cocteau Twins コクトー・ツインズ
- The Cramps ザ・クランプス
- Crass クラス
- The Cult ザ・カルト
- The Cure ザ・キュアー
- Culture Club カルチャー・クラブ
- The Damned ダムド
- Dead Boys デッド・ボーイズ
- Dead Kennedys デッド・ケネディーズ
- Depeche Mode デペッシュ・モード
- Def Leppard デフ・レパード
- Descendents ディセンデンツ
- Devo ディーヴォ
- Dexys Midnight Runners デキシーズ・ミッドナイト・ランナーズ
- Dinosaur Jr. ダイナソーJr.
- Dire Straits ダイアー・ストレイツ
- Dr. Feelgood ドクター・フィールグッド
- Duran Duran デュラン・デュラン
- Echo & The Bunnymen エコー・アンド・ザ・バニーメン
- Eddie & The Hot Rods エディー・アンド・ザ・ホット・ロッズ
- Elvis Costello エルヴィス・コステロ
- The English Beat イングリッシュ・ビート
- Erasure イレイジャー
- Eurythmix ユーリズミックス
- Faith No More フェイス・ノー・モア
- The Fall ザ・フォール
- Fastbacks ファストバックス
- Felt フェルト
- Fishbone フィッシュボーン
- A Flock Of Seagulls フロック・オブ・シーガルズ
- Foreigner フォリナー
- Frankie Goes To Hollywood フランキー・ゴーズ・トゥ・ハリウッド
- Gang Of Four ギャング・オブ・フォー
- General Public ジェネラル・パブリック
- Generation X ジェネレーションX
- The Germs ジャームス
- The Go-Go's ゴーゴーズ
- The Goo Goo Dolls グー・グー・ドールズ
- Graham Parker グラハム・パーカー
- Guns N' Roses ガンズ・アンド・ローゼズ
- Hanoi Rocks ハノイ・ロックス
- Heaven 17 ヘヴン17
- Howard Jones ハワード・ジョーンズ
- The Human League ヒューマン・リーグ
- Hüsker Dü ハスカー・ドゥ
- INXS インエクセス
- Iron Maiden アイアン・メイデン
- The Jam ザ・ジャム
- Jane's Addiction ジェーンズ・アディクション
- Japan ジャパン
- Jefferson Starship ジェファーソン・スターシップ
- The Jesus & Mary Chain ジーザス・アンド・メリーチェイン
- Jimmy Buffett ジミー・バフェット
- Joe Jackson ジョー・ジャクソン
- John Paul Jones ジョン・ポール・ジョーンズ
- Journey ジャーニー
- Joy Division ジョイ・ディヴィジョン
- Judas Priest ジューダス・プリースト
- KISS キッス
- The Knack ザ・ナック
- Kraftwerk クラフトワーク
- Madness マッドネス
- Magazine マガジン
- Marshall Crenshaw マーシャル・クレンショウ
- Meat Loaf ミートローフ
- Megadeth メガデス
- The Mekons メコンズ
- Men At Work メン・アット・ワーク
- Metallica メタリカ
- The Mighty Lemon Drops マイティ・レモン・ドロップス
- Minutemen ミニットメン
- Mission of Burma ミッション・オブ・バーマ
- The Modern Lovers モダン・ラヴァーズ
- The Monochrome Set モノクローム・セット
- Mötley Crüe モトリー・クルー
- Mötorhead モーターヘッド
- New Order ニュー・オーダー
- New York Dolls ニューヨーク・ドールズ
- Nick Lowe ニック・ロウ
- Night Ranger ナイト・レンジャー
- The Only Ones オンリー・ワンズ
- Orange Juice オレンジ・ジュース
- Orchestral Manoeuvres In The Dark オーケストラル・マヌーヴァーズ・イン・ザ・ダーク
- Ozzy Osbourne オジー・オズボーン
- Pantera パンテラ
- Patti Smith パティ・スミス
- Pere Ubu ペル・ウブ
- Peter Tosh ピーター・トッシュ
- Pixies ピクシーズ
- The Plasmatics プラズマティックス
- The Plimsouls プリムソウルズ
- The Pogues ザ・ポーグス
- Poison ポイズン
- The Police ポリス
- The Pop Group ポップ・グループ
- The Pretenders プリテンダーズ
- Prince プリンス
- The Psychedelic Furs ザ・サイケデリック・ファーズ
- Public Image Ltd. パブリック・イメージ・リミテッド
- Queen クイーン
- The Raincoats レインコーツ
- The Ramones ラモーンズ
- Ratt ラット
- Red Hot Chili Peppers レッド・ホット・チリ・ペッパーズ
- Redd Kross レッド・クロス
- R.E.M. R.E.M.
- REO Speedwagon REOスピードワゴン
- The Replacements リプレイスメンツ
- Rush ラッシュ
- The Saints ザ・セインツ
- Scorpions スコーピオンズ
- The Sex Pistols セックス・ピストルズ
- Simple Minds シンプル・マインズ
- Siouxsie & The Banshees スージー・アンド・ザ・バンシーズ
- Skid Row スキッド・ロウ
- The Slits スリッツ
- The Smiths ザ・スミス
- The Soft Boys ザ・ソフト・ボーイズ
- Soft Cell ソフト・セル
- Sonic Youth ソニック・ユース
- Spandau Ballet スパンダー・バレエ
- The Specials スペシャルズ
- Split Enz スプリット・エンズ
- Squeeze スクイーズ
- Stevie Ray Vaughan スティーヴィー・レイ・ヴォーン
- Stiff Little Fingers スティッフ・リトル・フィンガーズ
- Stray Cats ストレイ・キャッツ
- The Style Council スタイル・カウンシル
- Styx スティクス
- Suicide スーサイド
- Swell Maps スウェル・マップス
- Talking Heads トーキング・ヘッズ
- The Teardrop Explodes ティアドロップ・エクスプローズ
- Tears For Fears ティアーズ・フォー・フィアーズ
- Television テレヴィジョン
- Telex テレックス
- The The ザ・ザ
- Thin Lizzy シン・リジィ
- Thompson Twins トンプソン・ツインズ
- Tom Petty & The Heartbreakers トム・ペティ&ザ・ハートブレイカーズ
- Tom Waits トム・ウェイツ
- Toto TOTO
- U2 U2
- UFO UFO
- Ultravox ウルトラヴォックス
- Van Halen ヴァン・ヘイレン
- Violent Femmes ヴァイオレント・ファムズ
- Visage ヴィサージ
- Whitesnake ホワイトスネイク
- Willie Nelson ウィリー・ネルソン
- Wire ワイヤー
- X X
- XTC XTC

## グランジ、オルタナティブ・ロック、インディー、ミクスチャー(1986年 - 2000年)
- 311 スリー・イレブン
- Alice In Chains アリス・イン・チェインズ
- Anti-Flag アンチ・フラッグ
- Ash アッシュ
- At The Drive-In アット・ザ・ドライヴイン
- The Auteurs オトゥールズ
- Beck ベック
- Ben Folds Five ベン・フォールズ・ファイヴ
- Björk ビョーク
- Blink-182 ブリンク 182
- The Bluetones ブルートーンズ
- Blur ブラー
- The Boo Radleys ブー・ラドリーズ
- Cast キャスト
- The Charlatans ザ・シャーラタンズ
- Compulsion コンパルジョン
- The Cranberries クランベリーズ
- Creed クリード
- Deftones デフトーンズ
- Dizzy Mizz Lizzy ディジー・ミズ・リジー
- Dream Theater ドリーム・シアター
- Elastica エラスティカ
- Elliott Smith エリオット・スミス
- Fatboy Slim ファットボーイ・スリム
- Feeder フィーダー
- Firehouse ファイアーハウス
- Foo Fighters フー・ファイターズ
- Gay Dad ゲイ・ダッド
- Gene ジーン
- Gorky's Zygotic Mynci ゴーキーズ・ザイゴティック・マンキ
- Green Day グリーン・デイ
- The Hives ハイヴス
- Hole ホール
- Jeff Buckley ジェフ・バックリィ
- Kid Rock キッド・ロック
- Korn コーン
- Kula Shaker クーラ・シェイカー
- The La's ラーズ
- The Lemonheads レモンヘッズ
- Lenny Kravitz レニー・クラヴィッツ
- Limp Bizkit リンプ・ビズキット
- Lush ラッシュ
- Manic Street Preachers マニック・ストリート・プリーチャーズ
- Mansun マンサン
- Marilyn Manson マリリン・マンソン
- Maroon 5 マルーン5
- Massive Attack マッシヴ・アタック
- Matthew Sweet マシュー・スウィート
- Melvins メルヴィンズ
- Mercury Rev マーキュリー・レヴ
- Menswear メンズウェア
- Monster Magnet モンスター・マグネット
- Mr. Big MR. BIG
- Mudhoney マッドハニー
- Muse ミューズ
- My Bloody Valentine マイ・ブラッディ・ヴァレンタイン
- Nightwish ナイトウィッシュ
- Nine Inch Nails ナイン・インチ・ネイルズ
- Nirvana ニルヴァーナ
- NOFX NOFX
- Oasis オアシス
- The Offspring オフスプリング
- Ocean Colour Scene オーシャン・カラー・シーン
- Pavement ペイヴメント
- Pearl Jam パール・ジャム
- Pennywise ペニーワイズ
- Presidents Of The United States Of America ザ・プレジデンツ・オブ・ザ・ユナイテッド・ステイツ・オブ・アメリカ
- Primal Scream プライマル・スクリーム
- Primus プライマス
- Pulp パルプ
- Radiohead レディオヘッド
- Rage Against The Machine レイジ・アゲインスト・ザ・マシーン
- Rammstein ラムシュタイン
- Rancid ランシド
- The Rapture ザ・ラプチャー
- The Rasmus ザ・ラスマス
- The Rentals レンタルズ
- Rob Zombie ロブ・ゾンビ
- Saliva サライヴァ
- Savage Garden サヴェージ・ガーデン
- Shack シャック
- Sigur Ros シガー・ロス
- The Smashing Pumpkins スマッシング・パンプキンズ
- Soundgarden サウンドガーデン
- Stereophonics ステレオフォニックス
- The Stone Roses ストーン・ローゼズ
- Suede スウェード
- Super Furry Animals スーパー・ファーリー・アニマルズ
- Supergrass スーパーグラス
- System Of A Down システム・オブ・ア・ダウン
- Teenage Fanclub ティーンエイジ・ファンクラブ
- Travis トラヴィス
- The Verve ザ・ヴァーヴ
- Weezer ウィーザー

## 現代 (2001年 - )
- 3 Doors Down スリー・ドアーズ・ダウン
- Alter Bridge アルター・ブリッジ
- Arctic Monkeys アークティック・モンキーズ
- AC4
- Audioslave オーディオスレイヴ
- Bloc Party ブロック・パーティ
- Breaking Point ブレーキング・ポイント
- Buckcherry バックチェリー
- Cave In ケイヴ・イン
- Clap Your Hands Say Yeah クラップ・ユア・ハンズ・セイ・ヤー
- Coldplay コールドプレイ
- The Coral ザ・コーラル
- The Darkness ザ・ダークネス
- Death From Above 1979 デス・フロム・アバヴ 1979
- Digitalism デジタリズム
- The Distillers ザ・ディスティラーズ
- Drowning Pool ドラウニング・プール
- Editors エディターズ
- Eskobar エスコバ
- Evanescence エヴァネッセンス
- Franz Ferdinand フランツ・フェルディナンド
- The Futureheads ザ・フューチャーヘッズ
- Good Charlotte グッド・シャーロット
- The Hives ハイヴス
- Hoobastank フーバスタンク
- Interpol インターポール
- Kaiser Chiefs カイザー・チーフス
- Kasabian カサビアン
- The Killers ザ・キラーズ
- The Kooks ザ・クークス
- The Libertines ザ・リバティーンズ
- Linkin Park リンキン・パーク
- Locksley ロックスリー
- The Magic Numbers ザ・マジック・ナンバーズ
- Mando Diao マンドゥ・ディアオ
- The Mars Volta マーズ・ヴォルタ
- Matchbox Twenty マッチボックス・トゥエンティ
- Maximo Park マキシモ・パーク
- Mew ミュー
- My Chemical Romance マイ・ケミカル・ロマンス
- Nickelback ニッケルバック
- Our Lady Peace アワ・レディ・ピース
- Puddle Of Mudd パドル・オブ・マッド
- Paramore パラモア
- The Rentals レンタルズ
- Satellite Party サテライト・パーティー
- Scott Stapp スコット・スタップ
- The Script ザスクリプト
- Serena Maneesh セレナ・マニッシュ
- Sevendust セヴンダスト
- Slipknot スリップノット
- Sparta スパルタ
- Staind ステインド
- The Strokes ストロークス
- Sugarcult シュガーカルト
- Sum 41 サム・フォーティーワン
- Theory Of A Deadman セオリー・オブ・ア・デッドマン
- Trapt トラプト
- Trust Company トラスト・カンパニー
- Uncle Kracker アンクル・クラッカー
- Velvet Revolver ヴェルヴェット・リヴォルヴァー
- The White Stripes ホワイト・ストライプス
- Yeah Yeah Yeahs ヤー・ヤー・ヤーズ